# 贡德斯豪森
贡德斯豪森是德国莱茵兰-普法尔茨州的一个市镇。总面积13.45平方公里，总人口1253人，其中男性621人，女性632人（2011年12月31日），人口密度93人/平方公里。